# 赫里斯托·赫里斯托夫
赫里斯托·赫里斯托夫（1951年4月17日—）出生于瓦尔纳州下奇夫利克，保加利亚男子击剑运动员。他曾代表国家参加1972年和1976年夏季奥运会男子佩剑团体比赛。